# Isha Koppikar
Isha Koppikar (Bombay, 19 de septiembre de 1976) es una actriz y modelo india reconocida por su participación en películas de Bollywood, al igual que en cintas en idioma tamil, telugu y kannada. Isha es notable por interpretar papeles protagónicos en películas que han logrado apreciación de la crítica pero que no han sido éxitos de taquilla. Sus actuaciones más reconocidas por la crítica especializada se han dado en las películas Girlfriend (2004), D (2006), Darling (2007) y Shabri (2011). También ha interpretado papeles de reparto en varias películas exitosas, incluyendo Qayamat: City Under Threat (2003), Kyaa Kool Hai Hum (2005), Maine Pyaar Kyun Kiya? (2005), 36 China Town (2006) y Don: The Chase Begins Again (2006).

## Filmografía

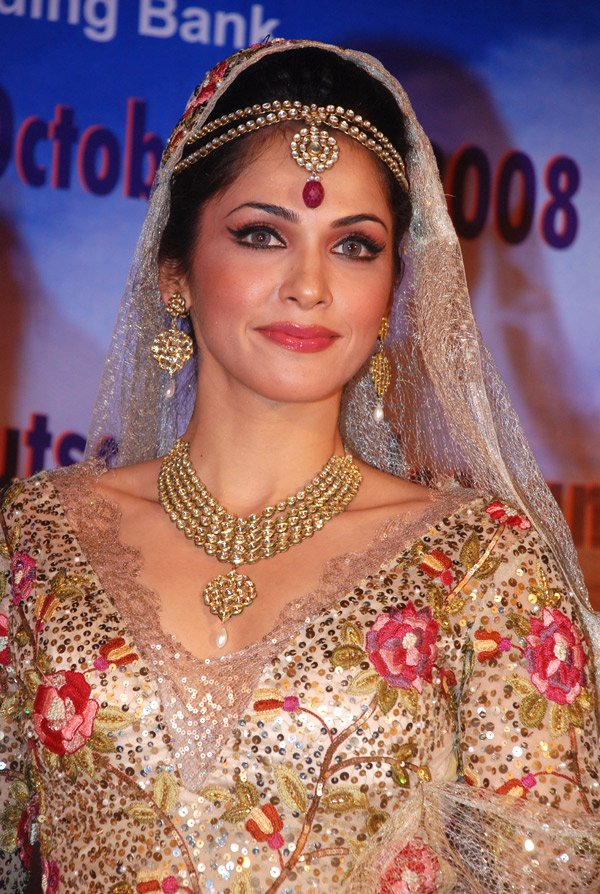
Isha Koppikar

### Cine
| Año  | Título                           | Rol                       | Idioma  | Notas                         |
| ---- | -------------------------------- | ------------------------- | ------- | ----------------------------- |
| 1998 | Chandralekha                     | Lekha                     | Telugu  |                               |
| 1998 | Kaadhal Kavithai                 | Jothi                     | Tamil   | Premio Filmfare a mejor debut |
| 1999 | En Swasa Kaatre                  | Madhu                     | Tamil   |                               |
| 1999 | Nenjinile                        | Nisha                     | Tamil   |                               |
| 1999 | Jodi                             | Ella misma                | Tamil   | Cameo                         |
| 2000 | Surya Vamsha                     | Padma                     | Kannada |                               |
| 2000 | Hoo Anthiya Uhoo Anthiya         |                           | Kannada |                               |
| 2000 | O Nanna Nalle                    | Rangu                     | Kannada |                               |
| 2000 | Fiza                             | Gitanjali                 | Hindi   |                               |
| 2001 | Prematho Raa                     | Swetha                    | Telugu  |                               |
| 2001 | Narasimha                        | Vanmathi                  | Tamil   |                               |
| 2001 | Rahul                            |                           | Hindi   |                               |
| 2001 | Pyaar Ishq Aur Mohabbat          | Rubaina Alam              | Hindi   |                               |
| 2001 | Aamdani Atthani Kharcha Rupaiyaa | Anjali                    | Hindi   |                               |
| 2002 | Company                          |                           | Hindi   |                               |
| 2002 | Kaante                           |                           | Hindi   |                               |
| 2003 | Pinjar                           | Rajjo                     | Hindi   |                               |
| 2003 | Dil Ka Rishta                    | Anita                     | Hindi   |                               |
| 2003 | Qayamat: City Under Threat       | Laila                     | Hindi   |                               |
| 2003 | Darna Mana Hai                   | Abhilasha                 | Hindi   |                               |
| 2003 | LOC Kargil                       | Santho                    | Hindi   |                               |
| 2004 | Rudraksh                         | Lali                      | Hindi   |                               |
| 2004 | Krishna Cottage                  | Disha                     | Hindi   |                               |
| 2004 | Hum Tum                          | Diana Fernandez           | Hindi   |                               |
| 2004 | Girlfriend                       | Tanya                     | Hindi   |                               |
| 2004 | Ek Se Badhkar Ek                 | Tracy/Shalini Mathur      | Hindi   |                               |
| 2004 | Inteqam: The Perfect Game        | Avantika Suryavansh/Pinky | Hindi   |                               |
| 2005 | Kyaa Kool Hai Hum                | Urmila Martodkar          | Hindi   |                               |
| 2005 | D                                | Gunjan                    | Hindi   |                               |
| 2005 | Maine Pyaar Kyun Kiya?           | Novia de Vicky            | Hindi   |                               |
| 2006 | Darna Zaroori Hai                |                           | Hindi   |                               |
| 2006 | 36 China Town                    | Sonia Chang               | Hindi   |                               |
| 2006 | Don: The Chase Begins Again      | Anita                     | Hindi   |                               |
| 2006 | Haseena                          | Haseena                   | Hindi   |                               |
| 2007 | Salaam-e-Ishq: A Tribute to Love | Phoolwati                 | Hindi   |                               |
| 2007 | Darling                          | Ashwini                   | Hindi   |                               |
| 2008 | Hello                            | Esha                      | Hindi   |                               |
| 2008 | Rab Ne Bana Di Jodi              | Dance Master              | Hindi   | Aparición especial            |
| 2008 | Ek Vivaah... Aisa Bhi            | Chandini Shrivastava      | Hindi   |                               |
| 2010 | Right Yaaa Wrong                 | Anshita                   | Hindi   |                               |
| 2010 | Hello Darling                    | Satvati Chaudary          | Hindi   |                               |
| 2011 | Shabri                           | Shabri                    | Hindi   |                               |
| 2013 | Maat                             |                           | Marathi |                               |
| 2017 | Keshava                          | Sharmila Mishra           | Telugu  |                               |
| 2017 | FU: Friendship Unlimited         |                           | Marathi |                               |